# غنيمون متطاول
جنتوم متطاول (الاسم العلمي:Gnetum oblongum) هو نوع من النباتات يتبع جنس الجنتوم من الفصيلة الجنتوية.